# Geringschätzungsfaktor
Geringschätzungsfaktor (im Englischen contempt factor) ist ein Begriff aus der Schachprogrammierung, der eine Anpassung der Bewertungsfunktion an die Spielstärke des Gegners bezeichnet. Die Funktion ist mittlerweile in vielen Schachprogrammen implementiert. Der Wert kann vom Bediener eingestellt werden.  
Während gegen stark eingeschätzte Gegner ein Remis als wünschenswertes Ergebnis gilt, sollte dieses Resultat gegen schwächere Gegner möglichst vermieden werden. Dementsprechend wird der meist in Zehntel Bauerneinheiten bemessene Faktor so eingestellt, dass das Programm Stellungswiederholungen entweder anstrebt oder ausweicht. Je nach Partiestadium, das nach der Anzahl der auf dem Brett verbliebenen Figuren definiert wird, kann der Faktor unterschiedlich gewählt werden. Während in der Eröffnungsphase und dem frühen Mittelspiel geringe Nachteile (typischerweise 0,25 bis 0,5 Bauerneinheiten) gegen schwächere Gegner in Kauf genommen werden können, um ein frühes Remis zu vermeiden, wird der Geringschätzungsfaktor im Endspiel meist auf Null gesetzt, um zu vermeiden, dass das Programm eine eindeutig verlorene Stellung anstrebt. 